# Минотавр (фильм)
«Минотавр» (англ. Minotaur) — фильм ужасов 2006 года режиссёра Джонатана Инглиша. Премьера фильма состоялась 11 марта 2006 года. В Америке был сразу показан на канале Sci Fi Channel (Syfy Universal), в то время как в СНГ имел театральный прокат.

## Сюжет
На одно из поселений из-за убийства её жителями наследника критского престола наложено проклятье, заключающееся в том, что каждый сезон жители поселения должны отдавать в жертву Минотавру восемь молодых девушек и юношей. Сыну старейшины поселения Тео, находящемуся под покровительством отца, удаётся избежать участи быть отданным на жертвоприношение. Его отец возлагает на него большие надежды, пророча ему своё место после смерти. Однако Тео вовсе не радуется такому стечению обстоятельств, ибо его любимая Фиона была направлена в качестве жертвы к Минотавру. Вскоре Тео узнаёт у старухи-прорицательницы, живущей в лесу, что Фиона до сих пор жива. В итоге, приняв решение, Тео тайно пробирается на корабль, везущий на остров очередную партию жертв, с целью убить Минотавра и освободить свою возлюбленную.

## В ролях
- Том Харди — Тео
- Доната Яниетц[1] — Фион, возлюбленная Тео
- Тони Тодд — царь Девкалион
- Шива Голамианзаде[2] — царица
- Мишель ван дер Уотер[3] —  царевна Рафаэлла
- Александр Шрапнель[англ.] — Тиро
- Джонатан Ридвин[итал.] — Дану
- Мэйми Маккой — Морна
- Люси Браун — Диди
- Джеймс Брэдшоу[англ.] — Зико
- Ингрид Питт — Сибилла
- Фиона МакЛэйн[4] — Вена
- Клэр Мёрфи[5] — Нана
- Киаран Муртах[6] — Тураг
- Штефан Вайнерт[нем.] — Таран
- Рутгер Хауэр — Cирнан, отец Тео
- Пол Дженкинс[7] — отец Наны
- Анджела Фуртадо[8] — служанка Рафаэллы
- Эдди Клима[9] — cлепой старейшина
- Сьюзен Уэстерби[10] — голос старой Морны